# Зелёная улица (Ломоносов)
Зелёная улица — улица в городе Ломоносове Петродворцового района Санкт-Петербурга, в историческом районе Мордвиновка. Проходит от улицы Левитана до Ботанической улицы.
Название известно с 1950 года. Связано с тем, что улица в южной части выходит к хвойному лесному массиву.

## Застройка

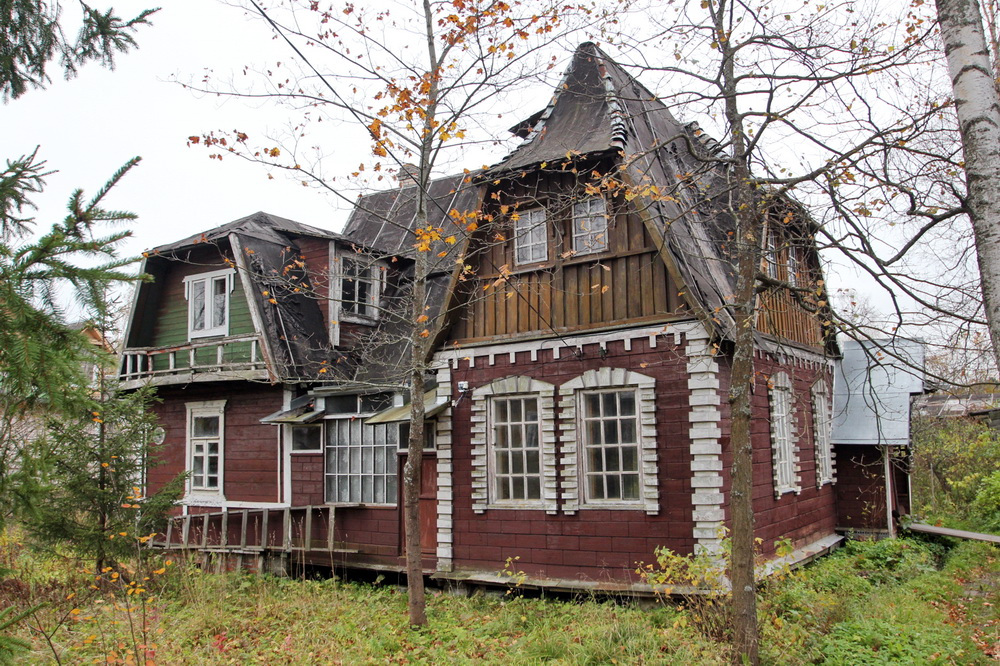
Дом 14 по Зелёной улице

- Дом 14 — деревянный жилой дом (выявленный объект культурного наследия[2]). Здание в стиле модерн было построено в 1954 году по проекту Вячеслава Михайловича Мисюгина (1924—1998), сына владельца дома[3], в те годы — аспиранта ЛГУ, позже — университетского преподавателя и крупного африканиста[4]. Семья Мисюгина переехала сюда из коммуналки на Суворовском проспекте. Затем здание реконструировали, расширяли. Этот дом — единственная частная дача советского времени, взятая под охрану государства. В 2016 году стало известно, что объект хотят снять с охраны, поскольку «дом № 14… представляет интерес в первую очередь с точки зрения истории семьи Мисюгиных-Холевых»[3].